# Кулиев, Рафик Исрафил оглы
Рафик Исрафил оглы Кулиев (5 февраля 1950, Баку) — советский футболист, защитник, выступавший за «Нефтчи» (Баку), футбольный судья.

## Биография
Воспитанник бакинского футбола. С 1967 года выступал за дублирующий состав бакинского «Нефтяника», а со следующего года играл в основном составе команды, переименованной в «Нефтчи». Дебютный матч в высшей лиге сыграл 5 сентября 1968 года против одесского «Черноморца». Единственный гол в официальных матчах забил 19 июля 1972 года в ворота тбилисского «Динамо». В 1969—1973 годах был твёрдым игроком основного состава «Нефтчи», затем на какое-то время выпал из основы, но к 1976 году вернулся в состав. Завершил игровую карьеру в 1979 году.
Всего в составе бакинского клуба сыграл 231 матч в первенствах страны, из них 163 игры в высшей лиге.
Выступал за молодёжную сборную СССР.
В 1980-х годах начал заниматься судейством футбольных матчей. С 1984 года работал на матчах первой лиги. В 1988—1989 годах провёл 7 матчей в высшей лиге в качестве главного судьи, также был судьёй на линии. До 1987 года представлял город Баку, позднее — Химки. Получил всесоюзную судейскую категорию (30.12.1989).
После окончания карьеры проживает в Химках Московской области. Выступал в матчах ветеранов.